# フランコ・ロッシ (スポーツジャーナリスト)
フランコ・ロッシ（Franco Rosi 1944年9月25日-）は、スポーツ・ジャーナリスト。
「TUTTOSPORTO」「Corriere dello Sport」紙などでスポーツ記者を経て1999年より独立。現在はフリーで活躍し、また（本国では）サッカーの解説者としてもTVにもよく顔を出している。

## 著作
- 逆説のワールドカップ（日本スポーツ企画出版社：今野里美訳）
- フランコ・ロッシのカルチョイタリア通信（水曜社：酒井うらら訳）